# Amunicja fosforowa

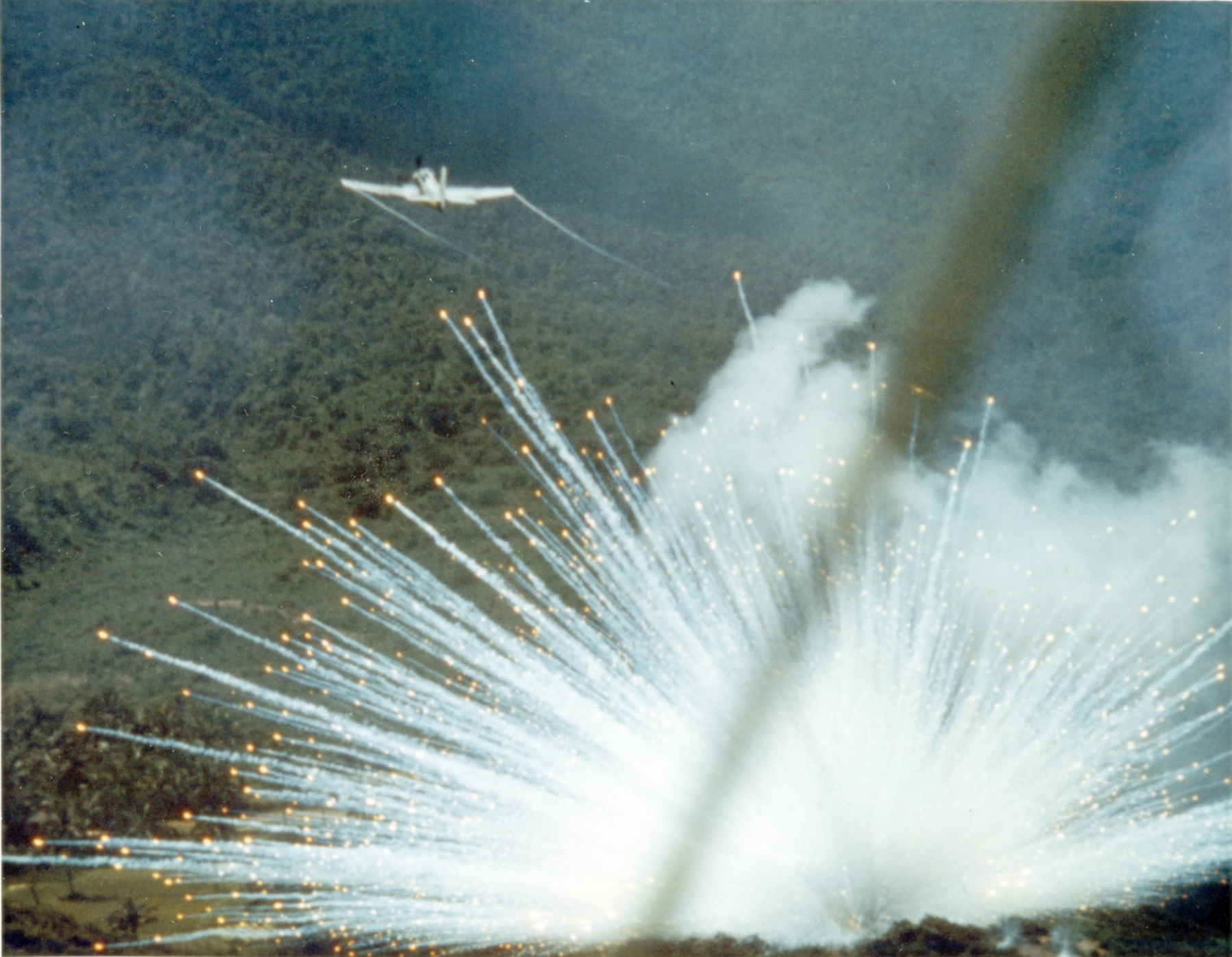
Wybuch amerykańskiej bomby fosforowej w Wietnamie, 1966 r.

Amunicja fosforowa – rodzaj amunicji wykorzystującej jeden z alotropów fosforu – fosfor biały. Używana jako amunicja dymna, oświetlająca oraz zapalająca. Stosowana zarówno w bombach i pociskach. Jej efekt zapalający zbliżony jest do napalmu.
Broń zawierająca biały fosfor rozprzestrzenia związek zapalający, którego temperatura spalania przekracza 800° C. Spalanie trwa do momentu wypalenia całego fosforu lub zatrzymania dostępu tlenu.

## Stosowanie
Użycie jej na terenach mocno zaludnionych jest zakazane przez konwencję genewską (protokół dodatkowy z 1977 r., zabraniający stosowania w walce metod i środków powodujących zbędne cierpienia oraz długotrwałe i poważne szkody w środowisku naturalnym) i konwencję o zakazie lub ograniczeniu użycia pewnych broni konwencjonalnych, m.in. z powodu aspektów broni chemicznej (biały fosfor jest nie tylko łatwopalny, ale także mocno trujący).
Użycie amunicji fosforowej na terenach miejskich stanowi jedną ze zbrodni wojennych popełnionych przez Rosję na Ukrainie w 2022 r.